# Об'ємний звук 5.1

Найпоширеніша конфігурація гучномовців для 5.1; використовується Dolby Digital, SDDS, DTS, THX і Dolby Pro Logic II. Білий квадрат у центрі схеми зображує низькочастотний динамік. Кожен чорний квадрат зображує гучномовець. Центральний динамік у верхньому рядку схеми використовується для діалогу. Лівий і правий динаміки з обох боків від центрального динаміка використовуються для створення стереозвуку для музики та інших звукових ефектів у фільмі. Лівий і правий динаміки об’ємного звуку в нижній лінії створюють ефект об’ємного звучання.

Об’ємний звук 5.1 («п’ять одиниць») — це загальна назва аудіосистем об’ємного звуку. Формат об'ємного звуку 5.1 є найпоширенішим макетом у домашніх кінотеатрах. Він використовує п'ять каналів повної смуги пропускання і один канал низькочастотних ефектів («точка один»). Dolby Digital, Dolby Pro Logic II, DTS, SDDS і THX є поширеними системами 5.1. Також, 5.1 є стандартом об’ємних аудіокомпонентів цифрового мовлення та музики.
Усі системи формату 5.1 використовують однакові канали гучномовців і конфігурацію, маючи передній лівий (FL) і передній правий (FR), центральний канал (CNT), два канали об’ємного звучання (лівий об’ємний – SL і правий об’ємний – SR) і низький канал. канал частотних ефектів ( SW ), призначений для сабвуфера. 

## Історія
Прототип п'ятиканального об'ємного звуку, відомий тоді як "квінтафонічний звук", знайшов застосування у фільмі «Томмі» 1975 року.
5.1 датується 1976 роком, коли Dolby Labs змінила використання доріжок шести аналогових магнітних звукових доріжок на 70-міліметровій плівці Todd-AO. Застосування оптичної матриці Dolby у 1976 році, що відбулося у фільмі«Втеча Логана», не включало розділене об'ємне звучання, і, відповідно, не мало формату 5.1. Dolby вперше використав розділене об’ємне звучання з 70-мм фільм, зокрема в 1979 році з фільмом Апокаліпсис сьогодні. Замість п’яти екранних каналів і одного каналу об’ємного звучання у форматі Todd-AO Dolby Stereo 70 mm Six Track забезпечував три екранні канали, два високочастотні канали об’ємного звучання та низькочастотний канал об’ємного звучання, монофонічно змішаний із двома каналами об’ємного звучання.
Система цифрового об'ємного звуку 5.1 була також використана в 1987 році в паризькому кабаре Мулен Руж, створеному французьким інженером Домініком Бертраном. Для створення такої системи у 1985 році було необхідно співпрацювати з компанією Solid State Logic та розробити спеціальну мікшерну консоль на базі їх серії 5000, а також спеціальні динаміки у партнерстві з APG. Мікшерна консоль включала канали з позначеннями ABCDEF, де A відповідав лівому каналу, B - правому, C - центральному, D - лівому задньому, E - правому задньому, а F - басовому. Той самий інженер уже розробив подібну систему 3.1 у 1973 році для використання на офіційному міжнародному саміті франкомовних держав у Дакарі.
У 1990 році компанії Kodak і Optical Radiation Corporation редставили цифровий звук і формат 5.1 у випусках фільмів Days of Thunder і The Doors, у форматі CDS (Cinema Digital Sound).
Коли цифровий звук застосували до 35 випускні відбитки мм, у фільмі «Бетмен повертається» в 1992 році було прийнято макет 5.1. Можливість забезпечення звуку 5.1 стала однією з головних причин, чому 70-мм формат використовувався для престижних показів. Запровадження цифрового звуку 5.1 на 35-мм суттєво зменшило потребу в використанні дороговартісного формату 70 мм.
В середині 1990-х років цифрове об'ємне звучання 5.1 у форматі Dolby Digital AC-3 та DTS вперше з'явилося на деяких випусках LaserDisc, серед перших з яких були Clear and Present Danger і Jurassic Park (останній мав версії AC3 і DTS). Багато DVD мають аудіодоріжки Dolby Digital до 5.1 каналів, оскільки при розробці формату DVD використовувалася технологія Dolby Digital. Крім того, деякі DVD-диски містять доріжки DTS, причому більшість із них є 5.1-канальними міксами (декілька випусків, проте, мають 6.1 «матричні» або навіть окремі доріжки 6.1). Blu-ray і цифрове кіно мають восьмиканальний потенціал, який можна використовувати для забезпечення об’ємного звуку 5.1 або 7.1. 7.1 є розширенням 5.1, яке використовує чотири зони об’ємного звуку: дві з боків і дві ззаду.

## Застосування

### Порядок каналу
Порядок каналів у файлі формату 5.1 буде відрізнятися для різних форматів файлів. Порядок у файлах WAV буде таким (не повний): Передній лівий, Передній правий, Центральний, Низькочастотні ефекти, Об’ємний лівий, Об’ємний правий.

### Музика

Рекомендована конфігурація для прослуховування музики 5.1

Головною метою використання об'ємного звуку 5.1 в музиці є досягнення точної локалізації та однорідності звучання всіх акустичних джерел для аудиторії, що розташована в центрі. Тому оптимальним вважається використання п'яти спільних динаміків.

### Розташування динаміків
Для відтворення об'ємного звуку 5.1, Міжнародний союз електрозв’язку (ITU) рекомендує зробити наступну конфігурацію (ITU-R BS 775):  
- п'ять динаміків однакового розміру для передніх, центральних і об'ємного звучання
- на однаковій відстані від слухачів для всіх п'яти ораторів
- регулювання кута щодо напрямку перегляду аудиторії: по центру 0°, спереду ±22,5° для фільмів ±30° для музики, об’ємний кут ±110°

## Дивитись також
- Об'ємний звук 7.1
- Амбісоніка
- Стереофонічний звук
- Хронологія аудіоформатів